# R.M. Veerappan
R.M. Veerappan (ur. 1926, zm. 9 kwietnia 2024 w Ćennaj) – indyjski polityk, producent filmowy, aktor teatralny i scenarzysta.
Występował w trupie teatralnej TKS Theatre Group, w 1944 został szefem oddziału Dravida Kazhagam w Karaikkudi. W późniejszych latach blisko współpracował z M.G. Ramachandranem, działał w założonej przez niego AIADMK. Po śmierci swego mentora (grudzień 1987) dołączył do frakcji partyjnej związanej z Jayalalithą. Niedługo później został wykluczony z ugrupowania, powrócił jednak w 1991. Pełnił różne funkcje w rządzie stanowym, w 1995 ponownie został wydalony z partii. Kieruje MGR Kazhagam.

## Filmografia

### Producent
- 1967: Kaavalkaaran
- 1968: Kannan En Kadhalan
- 1971: Rickshawkaran
- 1975: Idhayakkani
- 1981: Ranuva Veeran
- 1987: Kadhal Parisu
- 1995: Baasha

Źródła:

### Scenarzysta
- 1967: Kaavalkaaran

Źródła: